# Doug Johnson (golfer)

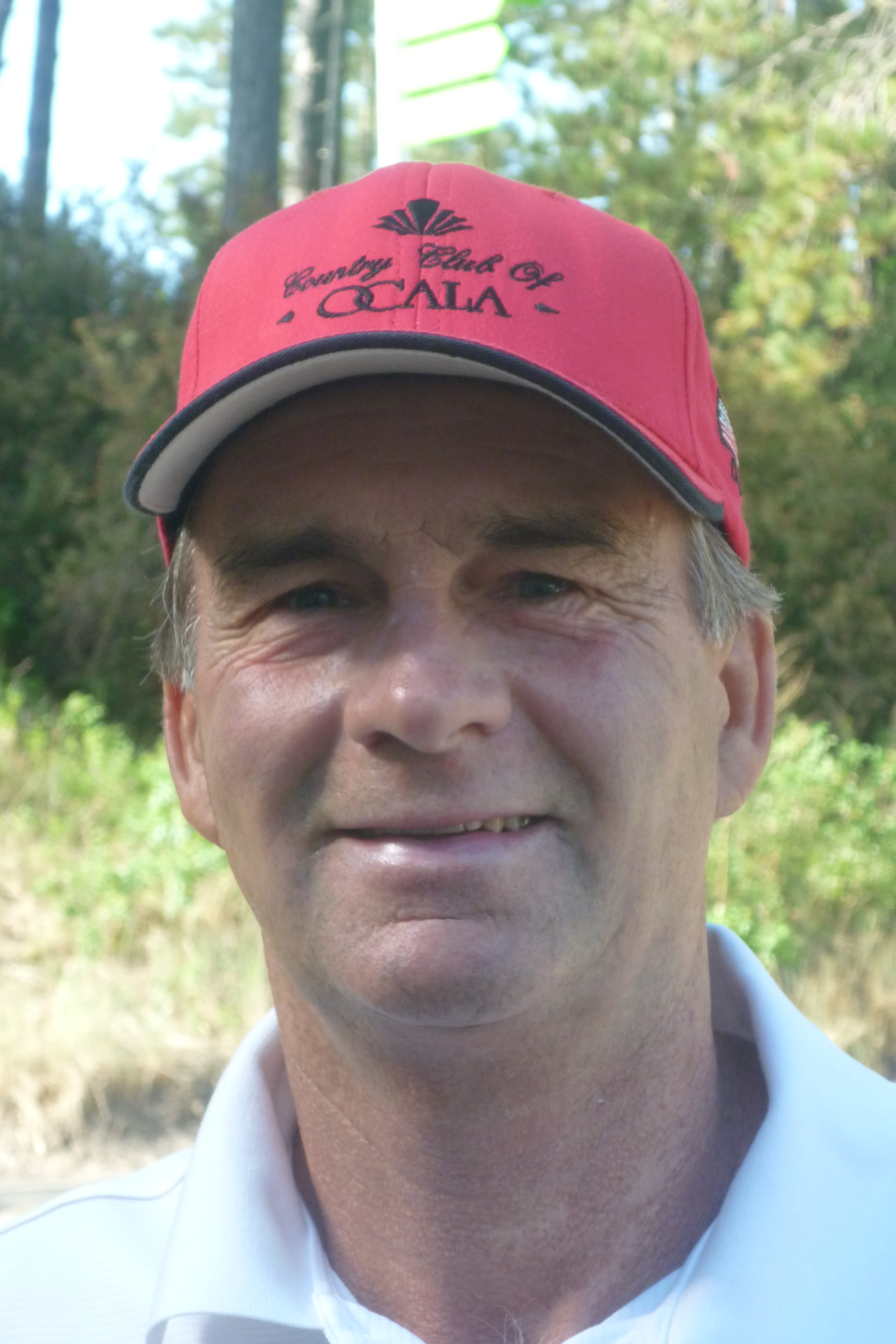
Doug Johnson op de Dutch Senior Open 2010

Doug Johnson (Green Bay, Wisconsin, 16 augustus 1950) is een professioneel golfer uit de Verenigde Staten.
Doug Johnson maakte zijn studie niet af nadat hij Jim Colbert in 1972 het Greater Milwaukee Open zag winnen. Een jaar later maakte hij kennis met zijn ster, die vervolgens zijn coach werd. Van 1980-1991 gaf hij les op de Baseline Golf Club in Florida en speelde enkele toernooien op de Ben Hogan Tour. Zijn grootste succes was een achtste plaats in het Buffalo Open in 1990.
Johnson is een linkshandige speler. Zijn vrouw Sandy is sinds 1970 zijn vaste caddie, en samen lopen zij altijd de baan door om extra aantekeningen in de baanboekjes te maken. 
Hij werd in 1976 professional. Drie keer heeft hij via de Tourschool zijn kaart gehaald om op de Amerikaanse PGA Tour te spelen. In 2007 kreeg hij zijn kaart voor de Europese Senior Tour. 
In 2010, in de week voor het Van Lanschot Senior Open speelde hij in Bad Ragaz een toernooi in vijf onder par.